# Zespół Szkół Muzycznych w Gdańsku-Wrzeszczu
Zespół Szkół Muzycznych w Gdańsku-Wrzeszczu został utworzony 1 września 1986 roku przez Wojewodę Gdańskiego na mocy Zarządzenia Nr 32/86 z dnia 22 sierpnia 1986 roku.
W skład ZSM wchodzą: Szkoła Muzyczna I st. im. Grażyny Bacewicz z siedzibą w Gdańsku-Wrzeszczu przy ul. Romana Dmowskiego 16b oraz Szkoła Muzyczna II st. im. Fryderyka Chopina z siedzibą w Gdańsku-Wrzeszczu przy ul. Partyzantów 21a.
Organem prowadzącym ZSM jest Minister Kultury, który również sprawuje nad szkołą nadzór pedagogiczny za pośrednictwem Centrum Edukacji Artystycznej w Warszawie.
Pierwszym dyrektorem ZSM został Józef Madanowski, który funkcję tę pełnił nieprzerwanie przez 22 lata, do 2008 roku. Jego zastępcami byli: w SM I stopnia – Barbara Podciborska (1986–1988), Barbara Kuc (1988–2001), Leszek Kaufman (2001–2008) i Alicja Michowska (2008–2020); w SM II stopnia – Jadwiga Szpakowska-Turzańska (1986–1988), Władysław Chwin (1988–2006) i Małgorzata Stożyńska (2006–nadal). W latach 2008–2024 roku funkcję dyrektora ZSM pełnił Leszek Kaufman. Od 1 września 2024 roku dyrektorem ZSM jest Błażej Musiałczyk. 
Siedzibą ZSM jest zabytkowy budynek w Gdańsku-Wrzeszczu przy ul. Romana Dmowskiego 16b. Mieszczą się w nim sekretariat, gabinety dyrektorów, sale lekcyjne, sala koncertowa, biblioteka szkolna, świetlica z bufetem oraz pomieszczenia administracyjne i gospodarcze.

## Informacje ogólne
ZSM jest szkołą publiczną zapewniającą bezpłatne nauczanie w zakresie ramowego planu nauczania określanego przez organ prowadzący szkołę. Obejmuje on między innymi praktyczną naukę gry na instrumentach muzycznych lub naukę śpiewu solowego prowadzone z uwzględnieniem niezbędnej wiedzy z zakresu teorii muzyki. Umożliwia też rozwój muzyczny uczniów poprzez ich udział w pracach orkiestry szkolnej, chóru lub zespołów kameralnych. W ZSM obowiązuje szkolny zestaw programów nauczania zgodny z podstawami programowymi kształcenia określonymi przez organ prowadzący szkołę.
Rekrutacja uczniów do ZSM przeprowadzana jest na podstawie zasady powszechnej dostępności, jednak o przyjęciach decydują wyniki badania przydatności kandydatów do SM I st. lub wyniki egzaminu wstępnego do SM II st. Obowiązują też limity wiekowe.
Szkoła posiada uprawnienia do przeprowadzania egzaminów eksternistycznych w zakresie planu nauczania szkoły muzycznej II stopnia.
ZSM jest jednostką budżetową finansowaną z budżetu państwa zatrudniającą nauczycieli oraz innych pracowników dydaktycznych, ekonomicznych, administracyjnych i obsługowych.
Na terenie szkoły istnieją organizacje społeczne wspierające jej działalność, do których należą Rady Rodziców SM I st. i SM II st. oraz Samorządy Uczniowskie SM I st. i SM II st.
Szkoła jest organizatorem licznych koncertów z udziałem uczniów oraz zawodowych muzyków. Prowadzi też działalność umuzykalniającą skierowaną do dzieci z okolicznych przedszkoli i szkół podstawowych. Jest również organizatorem konkursów i warsztatów muzycznych dla uczniów szkół muzycznych.
W 2013 roku zostało powołane do życia Stowarzyszenie Przyjaciół Zespołu Szkół Muzycznych w Gdańsku-Wrzeszczu. Pierwszym jego prezesem został dr Tomasz Jocz.

## Konkursy
ZSM jest organizatorem następujących konkursów muzycznych:
- Ogólnopolski Konkurs Pianistyczny „Muzyka współczesna w wykonaniu najmłodszych”
- Regionalny Konkurs dla uczniów szkół muzycznych I stopnia „Kameralnie z fortepianem”
- Mały Konkurs Solfeżowy dla uczniów szkół muzycznych I stopnia
- Gdański Konkurs Skrzypcowy dla uczniów szkół muzycznych I stopnia
- Gdański Konkurs Pianistyczny im. Fryderyka Chopina dla uczniów szkół muzycznych II stopnia
- Ogólnopolski Konkurs Wiedzy „Grażyna Bacewicz – jej życie i muzyka”
- Konkurs Klawesynowy im. Wandy Landowskiej dla uczniów szkół muzycznych II stopnia

## Sukcesy uczniów[2]
| Z E S T A W I E N I E nagród zdobytych przez uczniów Zespołu Szkół Muzycznych w Gdańsku-Wrzeszczu w latach 2000–2013 |            |            |            |            |            |            |            |            |            |            |            |            |            |        |
| | 2000/ 2001 | 2001/ 2002 | 2002/ 2003 | 2003/ 2004 | 2004/ 2005 | 2005/ 2006 | 2006/ 2007 | 2007/ 2008 | 2008/ 2009 | 2009/ 2010 | 2010/ 2011 | 2011/ 2012 | 2012/ 2013 | Ogółem |
| SM I st. | 22         | 32         | 22         | 35         | 25         | 33         | 23         | 36         | 27         | 41         | 55         | 72         | 78         | 501    |
| SM II st. | 14         | 11         | 11         | 22         | 11         | 18         | 25         | 22         | 24         | 19         | 48         | 30         | 29         | 284    |
| Razem | 36         | 43         | 33         | 57         | 36         | 51         | 48         | 58         | 51         | 60         | 113        | 102        | 107        | 785    |

## Znani absolwenci[3]
- Augustyn Bloch[4] – kompozytor i organista
- Maria Fołtyn[5] – śpiewaczka, reżyser operowy
- Ewa Pobłocka[6] – pianistka, pedagog, profesor
- Edwin Rymarz – kompozytor, organista, pedagog
- Eugeniusz Głowski[7] – kompozytor, teoretyk muzyki, pedagog
- Janusz Hajdun – pedagog, kompozytor
- Jan Łukaszewski[8] – dyrygent, pedagog
- Piotr Orawski[9] – dziennikarz muzyczny
- Zofia Janukowicz-Pobłocka – śpiewaczka, pedagog, profesor
- Adam Wendt[10] – muzyk jazzowy (saksofonista), kompozytor, pedagog
- Maciej Sikała[11] – muzyk jazzowy (saksofonista), kompozytor, pedagog
- Adam Czerwiński[12] – perkusista jazzowy, kompozytor
- Mariusz Bogdanowicz – muzyk jazzowy (kontrabasista), kompozytor
- Maria Wacholc[13] – muzykolog, teoretyk muzyki, pedagog, profesor
- Waldemar Wojtal[14] – pianista, pedagog, profesor, rektor Akademii Muzycznej w Gdańsku
- Roman Perucki[15][16] – organista, pedagog, profesor, dyrektor Polskiej Filharmonii Bałtyckiej im. Fryderyka Chopina w Gdańsku
- Bogdan Czapiewski[17] – pianista, pedagog, profesor
- Wojciech Staroniewicz[18] – muzyk jazzowy (saksofonista), kompozytor
- Jerzy Sapiejewski[19] – kompozytor, pianista, profesor sztuk performatywnych
- Kazimierz Sergiel – śpiewak operowy
- Florian Skulski[20] – śpiewak operowy, reżyser operowy, pedagog, profesor
- Krzysztof Sperski[21] – wiolonczelista, kameralista, pedagog. profesor
- Wanda Dubanowicz[22] – kompozytorka, dyrygent, pedagog